# Quatrième district congressionnel de Floride
Le 4e district congressionnel de Floride est un district du nord-est de la Floride, englobant le comté de Nassau et des parties des comtés de Duval et St. Johns. 
Le district est actuellement représenté par le Républicain Aaron Bean.
Dans le cadre du cycle de redécoupage de 2020, le district a été redessiné pour inclure le comté de Clay et exclure le comté de St. Johns. Rutherford a été redécoupé dans le 5e district et le Sénateur d'État républicain Aaron Bean a été élu Représentant du district lors des élections de 2022.
Avant 1993, la majeure partie du territoire, maintenant dans le 4e district, était le 3e district, représenté par le Démocrate Charles Edward Bennett. Il occupait le siège et ses prédécesseurs depuis 1949 et faisait face à une rude course à la réélection contre la républicaine Tillie K. Fowler en 1992. Bennett a pris sa retraite après que sa femme est tombée malade, et Fowler a facilement vaincu un candidat de remplacement sous-financé. Elle est devenue la première femme républicaine à représenter le district.
De 1967 à 1993, le 4e district s'étendait de la banlieue sud de Jacksonville à la banlieue nord d'Orlando. Une grande partie de cette zone est devenue le 7e district après le redécoupage et est maintenant le 6e district.

## Géographie
| #  | Comté  | Siège              | Population |
| -- | ------ | ------------------ | ---------- |
| 19 | Clay   | Green Cove Springs | 232 439    |
| 31 | Duval  | Jacksonville       | 1 030 822  |
| 89 | Nassau | Fernandina Beach   | 101 501    |

### Villes de 10 000 personnes et plus
- Jacksonville – 990 931
- Lakeside – 31 275
- Oakleaf Plantation – 31 034
- Fleming Island – 29 142
- Bellair-Meadowbrook Terrace – 14 482
- Yulee – 14 195
- Fernandina Beach – 13 052
- Middleburg – 12 881
- Lake Asbury – 11 036

### Villes de 2 500 à 10 000 personnes
- Green Cove Springs – 9 786
- Orange Park – 9 089
- Nassau Village-Ratliff – 5 561
- Hilliard – 2 967

## Historique de vote
| Années | Poste     | Résultats              |
| ------ | --------- | ---------------------- |
| 1992   | Président | Bush 53,0 % - 30,0 %   |
| 1996   | Président | Dole 56,0 % - 37,0 %   |
| 2000   | Président | Bush 63,0 % - 35,0 %   |
| 2004   | Président | Bush 69,0 % - 31,0 %   |
| 2008   | Président | McCain 61,0 % - 38,0 % |
| 2012   | Président | Romney 64,0 % - 36,0 % |
| 2016   | Président | Trump 62,1 % - 34,1 %  |
| 2020   | Président | Trump 59,9 % - 38,9 %  |

### Registre des affiliations politiques
| Affiliation politique au 20 février 2024 | Affiliation politique au 20 février 2024 | Affiliation politique au 20 février 2024 | Affiliation politique au 20 février 2024 |
| Parti                                    | Parti                                    | Votants                                  | Pourcentage                              |
| ---------------------------------------- | ---------------------------------------- | ---------------------------------------- | ---------------------------------------- |
|                                          | Républicain                              | 208 858                                  | 44,27 %                                  |
|                                          | Démocrate                                | 186 958                                  | 36,26 %                                  |
|                                          | Non Affiliés                             | 105 509                                  | 20,46 %                                  |

## Liste des Représentants du district
| Membre                         | Parti       | Années                          | Congrès     | Histoire électorale |
| ------------------------------ | ----------- | ------------------------------- | ----------- | --- |
| District établi le 4 mars 1915 |             |                                 |             | |
| William J. Sears (en)          | Démocrate   | 4 mars 1915 - 3 mars 1929       | 64e - 70e   | Élu en 1914. Réélu en 1916. Réélu en 1918. Réélu en 1920. Réélu en 1922. Réélu en 1924. Réélu en 1926.                                              |
| Ruth Bryan Owen                | Démocrate   | 4 mars 1929 - 3 mars 1933       | 71e , 72e   | Élue en 1928. Réélue en 1930. |
| J. Mark Wilcox (en)            | Démocrate   | 4 mars 1933 - 3 janvier 1939    | 73e - 75e   | Élu en 1932. Réélu en 1934. Réélu en 1936. |
| Pat Cannon (en)                | Démocrate   | 3 janvier 1939 - 3 janvier 1947 | 76e - 79e   | Élu en 1938. Réélu en 1940. Réélu en 1942. Réélu en 1944.                                                                                           |
| George Smathers                | Démocrate   | 3 janvier 1947 - 3 janvier 1951 | 80e , 81e   | Élu en 1946. Réélu en 1948. |
| Bill Lantaff (en)              | Démocrate   | 3 janvier 1951 - 3 janvier 1955 | 82e , 83e   | Élu en 1950. Réélu en 1952. |
| Dante Fascell                  | Démocrate   | 3 janvier 1955 - 3 janvier 1967 | 84e - 89e   | Élu en 1954. Réélu en 1956. Réélu en 1958. Réélu en 1960. Réélu en 1962. Réélu en 1964. Redécoupage vers le 12e district.                           |
| Syd Herlong (en)               | Démocrate   | 3 janvier 1967 - 3 janvier 1969 | 90e         | Redécoupage depuis le 5e district et réélu en 1966.                                                                                                 |
| Bill Chappell (en)             | Démocrate   | 3 janvier 1969 - 3 janvier 1989 | 91e - 100e  | Élu en 1968. Réélu en 1970. Réélu en 1972. Réélu en 1974. Réélu en 1976. Réélu en 1978. Réélu en 1980. Réélu en 1982. Réélu en 1984. Réélu en 1986. |
| Craig James (en)               | Républicain | 3 janvier 1989 - 3 janvier 1993 | 101e , 102e | Élu en 1988. Réélu en 1990. |
| Tillie Fowler                  | Républicain | 3 janvier 1993 - 3 janvier 2001 | 103e - 106e | Élue en 1992. Réélue en 1994. Réélue en 1996. Réélue en 1998. Retrait.                                                                              |
| Ander Crenshaw                 | Républicain | 3 janvier 2001 - 3 janvier 2017 | 107e - 114e | Élu en 2000. Réélu en 2002. Réélu en 2004. Réélu en 2006. Réélu en 2008. Réélu en 2010. Réélu en 2012. Réélu en 2014. Retrait.                      |
| John Rutherford                | Républicain | 3 janvier 2017 - 3 janvier 2023 | 115e - 117e | Élu en 2016. Réélu en 2018. Réélu en 2020. Redécoupage vers le 5e district.                                                                         |
| Aaron Bean                     | Républicain | 3 janvier 2023 - en cours       | 118e        | Élu en 2022. |

## Résultats des récentes élections
Voici les résultats des dix précédents cycles électoraux dans le district.

### 2004
| Élection de 2004 du 4e district congressionnel de Floride | Élection de 2004 du 4e district congressionnel de Floride | Élection de 2004 du 4e district congressionnel de Floride | Élection de 2004 du 4e district congressionnel de Floride | Élection de 2004 du 4e district congressionnel de Floride |
| --------------------------------------------------------- | --------------------------------------------------------- | --------------------------------------------------------- | --------------------------------------------------------- | --------------------------------------------------------- |
| Parti                                                     | Parti                                                     | Candidat                                                  | Votes                                                     | %                                                         |
|                                                           | Républicain                                               | Ander Crenshaw (sortant)                                  | 256 157                                                   | 99,55                                                     |
|                                                           | Indépendant                                               | Richard Grayson                                           | 1 170                                                     | 0,45                                                      |
| Total des votes                                           | Total des votes                                           | Total des votes                                           | 257 327                                                   | 100 %                                                     |
|                                                           | Les Républicains conservent                               |                                                           |                                                           |                                                           |

### 2006
| Élection de 2006 du 4e district congressionnel de Floride | Élection de 2006 du 4e district congressionnel de Floride | Élection de 2006 du 4e district congressionnel de Floride | Élection de 2006 du 4e district congressionnel de Floride | Élection de 2006 du 4e district congressionnel de Floride |
| --------------------------------------------------------- | --------------------------------------------------------- | --------------------------------------------------------- | --------------------------------------------------------- | --------------------------------------------------------- |
| Parti                                                     | Parti                                                     | Candidat                                                  | Votes                                                     | %                                                         |
|                                                           | Républicain                                               | Ander Crenshaw (sortant)                                  | 141 759                                                   | 69,67                                                     |
|                                                           | Démocrate                                                 | Robert Harms                                              | 61 704                                                    | 30,33                                                     |
| Total des votes                                           | Total des votes                                           | Total des votes                                           | 203 463                                                   | 100 %                                                     |
|                                                           | Les Républicains conservent                               |                                                           |                                                           |                                                           |

### 2008
| Élection de 2008 du 4e district congressionnel de Floride | Élection de 2008 du 4e district congressionnel de Floride | Élection de 2008 du 4e district congressionnel de Floride | Élection de 2008 du 4e district congressionnel de Floride | Élection de 2008 du 4e district congressionnel de Floride |
| --------------------------------------------------------- | --------------------------------------------------------- | --------------------------------------------------------- | --------------------------------------------------------- | --------------------------------------------------------- |
| Parti                                                     | Parti                                                     | Candidat                                                  | Votes                                                     | %                                                         |
|                                                           | Républicain                                               | Ander Crenshaw (sortant)                                  | 224 112                                                   | 65,26                                                     |
|                                                           | Démocrate                                                 | Jay McGovern                                              | 119 330                                                   | 34,74                                                     |
| Total des votes                                           | Total des votes                                           | Total des votes                                           | 343 442                                                   | 100 %                                                     |
|                                                           | Les Républicains conservent                               |                                                           |                                                           |                                                           |

### 2010
| Élection de 2010 du 4e district congressionnel de Floride | Élection de 2010 du 4e district congressionnel de Floride | Élection de 2010 du 4e district congressionnel de Floride | Élection de 2010 du 4e district congressionnel de Floride | Élection de 2010 du 4e district congressionnel de Floride |
| --------------------------------------------------------- | --------------------------------------------------------- | --------------------------------------------------------- | --------------------------------------------------------- | --------------------------------------------------------- |
| Parti                                                     | Parti                                                     | Candidat                                                  | Votes                                                     | %                                                         |
|                                                           | Républicain                                               | Ander Crenshaw (sortant)                                  | 178 238                                                   | 77,21                                                     |
|                                                           | Indépendant                                               | Troy Dwayne Stanley                                       | 52 540                                                    | 22,76                                                     |
|                                                           | No Party                                                  | Autres                                                    | 67                                                        | 0,03                                                      |
| Total des votes                                           | Total des votes                                           | Total des votes                                           | 230 845                                                   | 100 %                                                     |
|                                                           | Les Républicains conservent                               |                                                           |                                                           |                                                           |

### 2012
| Élection de 2012 du 4e district congressionnel de Floride | Élection de 2012 du 4e district congressionnel de Floride | Élection de 2012 du 4e district congressionnel de Floride | Élection de 2012 du 4e district congressionnel de Floride | Élection de 2012 du 4e district congressionnel de Floride |
| --------------------------------------------------------- | --------------------------------------------------------- | --------------------------------------------------------- | --------------------------------------------------------- | --------------------------------------------------------- |
| Parti                                                     | Parti                                                     | Candidat                                                  | Votes                                                     | %                                                         |
|                                                           | Républicain                                               | Ander Crenshaw (sortant)                                  | 239 988                                                   | 76,07                                                     |
|                                                           | Indépendant                                               | James Klauder                                             | 75 236                                                    | 23,85                                                     |
|                                                           | Indépendant                                               | Gary Koniz                                                | 246                                                       | 0,08                                                      |
| Total des votes                                           | Total des votes                                           | Total des votes                                           | 315 470                                                   | 100 %                                                     |
|                                                           | Les Républicains conservent                               |                                                           |                                                           |                                                           |

### 2014
| Élection de 2014 du 4e district congressionnel de Floride | Élection de 2014 du 4e district congressionnel de Floride | Élection de 2014 du 4e district congressionnel de Floride | Élection de 2014 du 4e district congressionnel de Floride | Élection de 2014 du 4e district congressionnel de Floride |
| --------------------------------------------------------- | --------------------------------------------------------- | --------------------------------------------------------- | --------------------------------------------------------- | --------------------------------------------------------- |
| Parti                                                     | Parti                                                     | Candidat                                                  | Votes                                                     | %                                                         |
|                                                           | Républicain                                               | Ander Crenshaw (sortant)                                  | 177 887                                                   | 78,28                                                     |
|                                                           | Indépendant                                               | Paula Moser-Bartlett                                      | 35 663                                                    | 15,69                                                     |
|                                                           | Indépendant                                               | Gary Koniz                                                | 13 690                                                    | 6,02                                                      |
|                                                           | No Party                                                  | Deborah Katz Pueschel                                     | 13                                                        | 0,01                                                      |
| Total des votes                                           | Total des votes                                           | Total des votes                                           | 227 253                                                   | 100 %                                                     |
|                                                           | Les Républicains conservent                               |                                                           |                                                           |                                                           |

### 2016
| Élection de 2016 du 4e district congressionnel de Floride | Élection de 2016 du 4e district congressionnel de Floride | Élection de 2016 du 4e district congressionnel de Floride | Élection de 2016 du 4e district congressionnel de Floride | Élection de 2016 du 4e district congressionnel de Floride |
| --------------------------------------------------------- | --------------------------------------------------------- | --------------------------------------------------------- | --------------------------------------------------------- | --------------------------------------------------------- |
| Parti                                                     | Parti                                                     | Candidat                                                  | Votes                                                     | %                                                         |
|                                                           | Républicain                                               | John Rutherford                                           | 287 509                                                   | 70,18                                                     |
|                                                           | Démocrate                                                 | David Bruderly                                            | 113 088                                                   | 27,61                                                     |
|                                                           | Indépendant                                               | Gary Koniz                                                | 9 054                                                     | 2,21                                                      |
|                                                           | No Party                                                  | Autres                                                    | 11                                                        | 0,00                                                      |
| Total des votes                                           | Total des votes                                           | Total des votes                                           | 409 662                                                   | 100 %                                                     |
|                                                           | Les Républicains conservent                               |                                                           |                                                           |                                                           |

### 2018
| Élection de 2018 du 4e district congressionnel de Floride | Élection de 2018 du 4e district congressionnel de Floride | Élection de 2018 du 4e district congressionnel de Floride | Élection de 2018 du 4e district congressionnel de Floride | Élection de 2018 du 4e district congressionnel de Floride |
| --------------------------------------------------------- | --------------------------------------------------------- | --------------------------------------------------------- | --------------------------------------------------------- | --------------------------------------------------------- |
| Parti                                                     | Parti                                                     | Candidat                                                  | Votes                                                     | %                                                         |
|                                                           | Républicain                                               | John Rutherford (sortant)                                 | 248 420                                                   | 65,16                                                     |
|                                                           | Démocrate                                                 | Ges Selmont                                               | 123 351                                                   | 32,35                                                     |
|                                                           | Indépendant                                               | Joceline Berrios                                          | 7 155                                                     | 1,88                                                      |
|                                                           | Indépendant                                               | Jason Bulger                                              | 2 321                                                     | 0,61                                                      |
|                                                           | Write-in                                                  | Write-in                                                  | 2                                                         | <0.01                                                     |
| Total des votes                                           | Total des votes                                           | Total des votes                                           | 381 249                                                   | 100 %                                                     |
|                                                           | Les Républicains conservent                               |                                                           |                                                           |                                                           |

### 2020
| Élection de 2020 du 4e district congressionnel de Floride | Élection de 2020 du 4e district congressionnel de Floride | Élection de 2020 du 4e district congressionnel de Floride | Élection de 2020 du 4e district congressionnel de Floride | Élection de 2020 du 4e district congressionnel de Floride |
| --------------------------------------------------------- | --------------------------------------------------------- | --------------------------------------------------------- | --------------------------------------------------------- | --------------------------------------------------------- |
| Parti                                                     | Parti                                                     | Candidat                                                  | Votes                                                     | %                                                         |
|                                                           | Républicain                                               | John Rutherford (sortant)                                 | 308 497                                                   | 61,10                                                     |
|                                                           | Démocrate                                                 | Donna Deegan                                              | 196 423                                                   | 38,90                                                     |
|                                                           | Indépendant                                               | Gary Koniz (write-in)                                     | 20                                                        | 0,00                                                      |
| Total des votes                                           | Total des votes                                           | Total des votes                                           | 504 940                                                   | 100 %                                                     |
|                                                           | Les Républicains conservent                               |                                                           |                                                           |                                                           |

### 2022
| Primaire républicaine de 2022 du 4e district congressionnel de Floride | Primaire républicaine de 2022 du 4e district congressionnel de Floride | Primaire républicaine de 2022 du 4e district congressionnel de Floride | Primaire républicaine de 2022 du 4e district congressionnel de Floride | Primaire républicaine de 2022 du 4e district congressionnel de Floride |
| ---------------------------------------------------------------------- | ---------------------------------------------------------------------- | ---------------------------------------------------------------------- | ---------------------------------------------------------------------- | ---------------------------------------------------------------------- |
| Parti                                                                  | Parti                                                                  | Candidat                                                               | Votes                                                                  | %                                                                      |
|                                                                        | Républicain                                                            | Aaron Bean                                                             | 49 060                                                                 | 68,1                                                                   |
|                                                                        | Républicain                                                            | Erick Aguilar                                                          | 18 605                                                                 | 25,8                                                                   |
|                                                                        | Républicain                                                            | Jon Chuba                                                              | 4 388                                                                  | 6,1                                                                    |

| Primaire démocrate de 2022 du 4e district congressionnel de Floride | Primaire démocrate de 2022 du 4e district congressionnel de Floride | Primaire démocrate de 2022 du 4e district congressionnel de Floride | Primaire démocrate de 2022 du 4e district congressionnel de Floride | Primaire démocrate de 2022 du 4e district congressionnel de Floride |
| ------------------------------------------------------------------- | ------------------------------------------------------------------- | ------------------------------------------------------------------- | ------------------------------------------------------------------- | ------------------------------------------------------------------- |
| Parti                                                               | Parti                                                               | Candidat                                                            | Votes                                                               | %                                                                   |
|                                                                     | Démocrate                                                           | LaShonda Holloway                                                   | 29 352                                                              | 50,2                                                                |
|                                                                     | Démocrate                                                           | Anthony Hill                                                        | 29 145                                                              | 49,8                                                                |

| Élection de 2022 du 4e district congressionnel de Floride | Élection de 2022 du 4e district congressionnel de Floride | Élection de 2022 du 4e district congressionnel de Floride | Élection de 2022 du 4e district congressionnel de Floride | Élection de 2022 du 4e district congressionnel de Floride |
| --------------------------------------------------------- | --------------------------------------------------------- | --------------------------------------------------------- | --------------------------------------------------------- | --------------------------------------------------------- |
| Parti                                                     | Parti                                                     | Candidat                                                  | Votes                                                     | %                                                         |
|                                                           | Républicain                                               | Aaron Bean                                                | 165 696                                                   | 60,45                                                     |
|                                                           | Démocrate                                                 | LaShonda Holloway                                         | 108 402                                                   | 39,55                                                     |
|                                                           | No Party                                                  | Gary Koniz (write-in)                                     | 5                                                         | 0,01                                                      |
| Total des votes                                           | Total des votes                                           | Total des votes                                           | 274 103                                                   | 100 %                                                     |
|                                                           | Les Républicains conservent                               |                                                           |                                                           |                                                           |

### 2024
Les primaires républicaines et démocrates ont été annulées. Aaron Bean (R-Sortant) et LaShonda Holloway (D) avancent vers l'élection générale.
| Élection de 2024 du 4e district congressionnel de Floride | Élection de 2024 du 4e district congressionnel de Floride | Élection de 2024 du 4e district congressionnel de Floride | Élection de 2024 du 4e district congressionnel de Floride | Élection de 2024 du 4e district congressionnel de Floride |
| --------------------------------------------------------- | --------------------------------------------------------- | --------------------------------------------------------- | --------------------------------------------------------- | --------------------------------------------------------- |
| Parti                                                     | Parti                                                     | Candidat                                                  | Votes                                                     | %                                                         |
|                                                           | Républicain                                               | Aaron Bean (sortant)                                      | 222 364                                                   | 57,3                                                      |
|                                                           | Démocrate                                                 | LaShonda Holloway                                         | 165 912                                                   | 42,7                                                      |
|                                                           | Indépendant                                               | Todd Schaefer (write-in)                                  | 73                                                        | 0,0                                                       |
| Total des votes                                           | Total des votes                                           | Total des votes                                           | 388 349                                                   | 100 %                                                     |
|                                                           | Les Républicains conservent                               |                                                           |                                                           |                                                           |

## Frontières historique du district

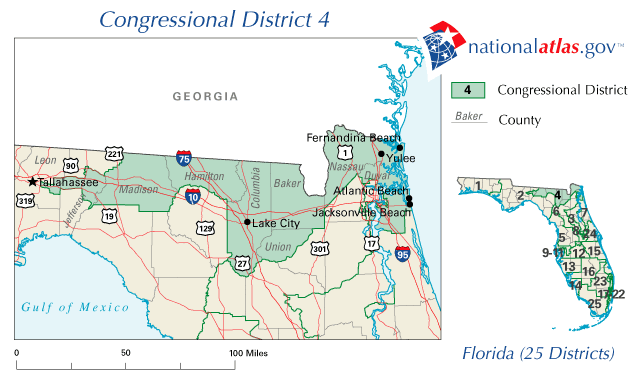
2003 - 2013

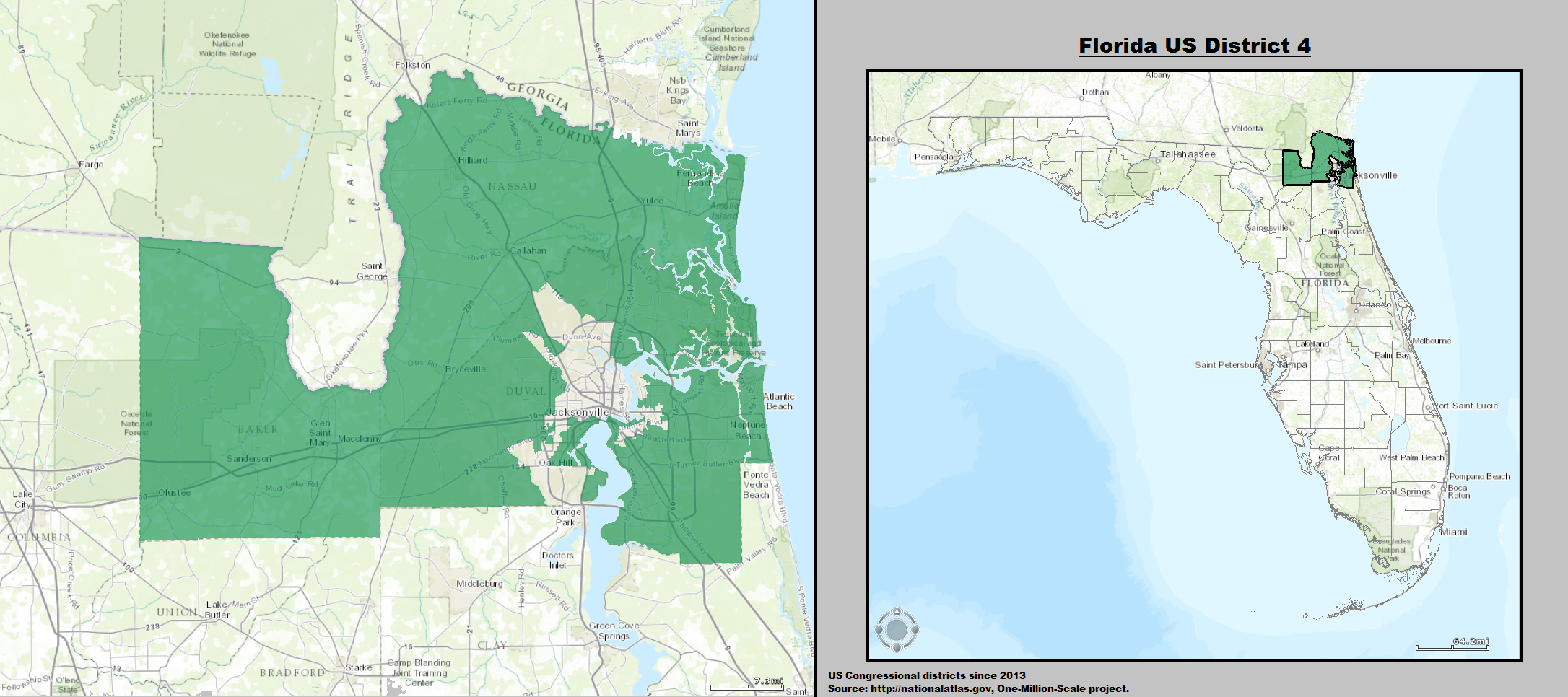
2013 - 2017

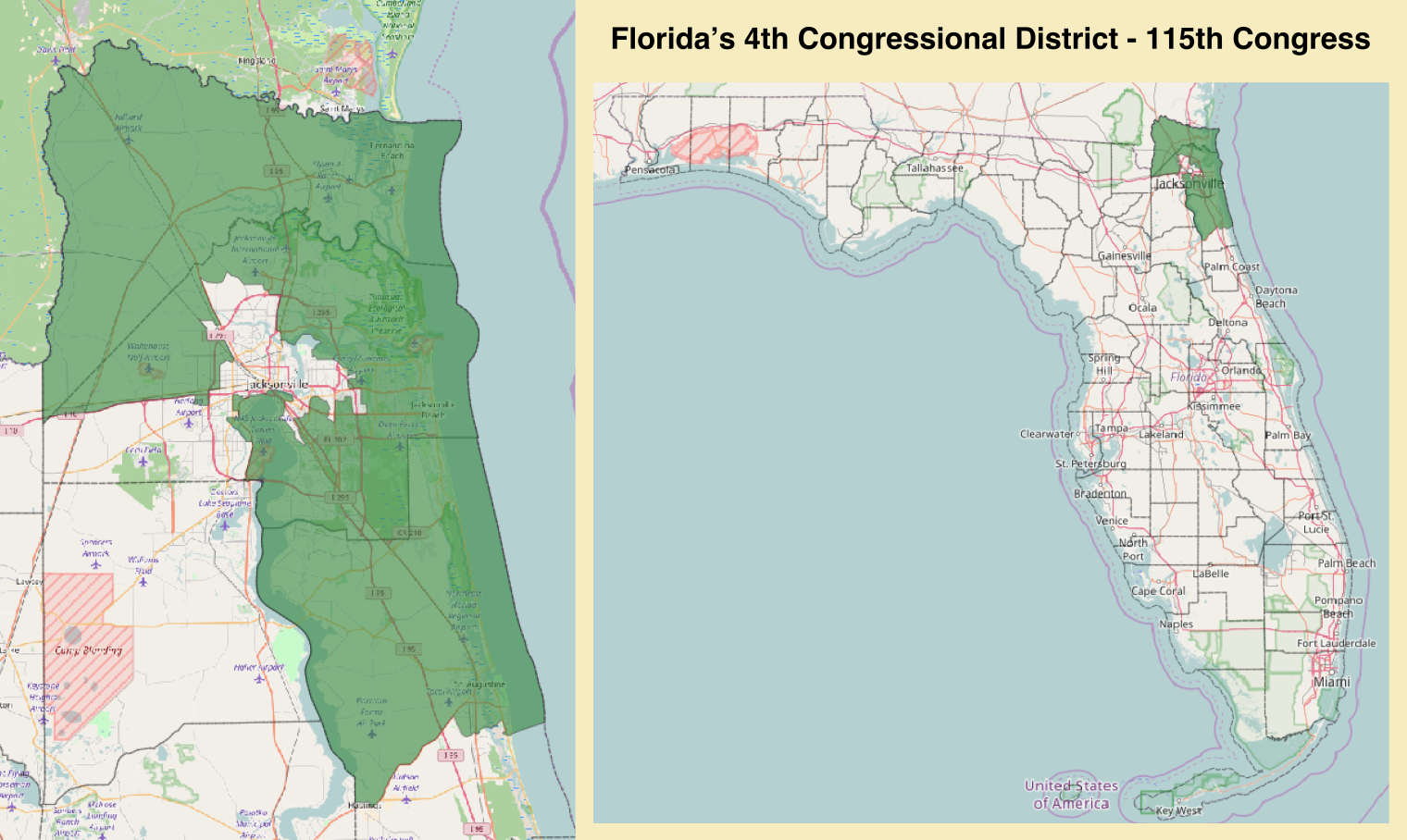
2017 - 2023

depuis 2023